# Admontia communis
Admontia communis là một loài ruồi trong họ Tachinidae.